# Ma Văn Kháng
Ma Văn Kháng (tên khai sinh là Đinh Trọng Đoàn; sinh ngày 01 tháng 12 năm 1936) là nhà văn Việt Nam, được tặng Giải thưởng Hồ Chí Minh về Văn học Nghệ thuật vào năm 2012 và Giải thưởng Nhà nước về Văn học Nghệ thuật vào năm 2001. Các tác phẩm của ông được đông đảo công chúng biết đến do được trích dẫn trong chương trình giảng dạy phổ thông môn Văn và được dựng thành phim. 

## Tiểu sử
Ma Văn Kháng (tên khai sinh là Đinh Trọng Đoàn) sinh ngày 1 tháng 12 năm 1936 tại Kim Liên, Đống Đa, Hà Nội. Ông đã lên miền núi từ năm 18 tuổi và sống hơn 25 năm trên vùng cao.
Năm 1948, ông là đội viên đội Truyền bá Vệ sinh, Cục Quân y; năm 1949, là học sinh Trường Thiếu sinh quân Việt Nam; từ năm 1952 đến năm 1954, là học sinh Trường Sư Phạm Khu học xá Nam Ninh (Quảng Tây – Trung Quốc). Sau khi tốt nghiệp, ông trở thành giáo viên cấp hai, giảng dạy môn Văn học và là hiệu trưởng trường cấp 2 thị xã Lào Cai, tỉnh Lào Cai.
Từ năm 1960 đến năm 1963, ông học và tốt nghiệp Trường Đại học Sư phạm Hà Nội. Năm 1963, ông làm Hiệu trưởng Trường Cấp III Lao Cai. Năm 1968, là cán bộ Văn phòng Tỉnh uỷ Lao Cai. Năm 1976, là biên tập viên Nhà xuất bản Lao Động. Từ năm 1978 đến năm 1994, ông là Phó giám đốc, Tổng biên tập Nhà xuất bản Lao Động. Từ năm 1995 đến năm 2005, là Ủy viên Ban Chấp hành Hội Nhà văn Việt Nam (khoá V và khoá VI), Tổng biên tập, Chủ nhiệm Tạp chí Văn học Nước ngoài. Năm 2006, là Phó giám đốc Trung tâm Bồi dưỡng Viết văn Nguyễn Du.
Ông là đảng viên Đảng Cộng sản Việt Nam; hội viên Hội Nhà văn Việt Nam từ năm 1974.

## Sự nghiệp
Ma Văn Kháng sở hữu một gia sản văn chương đồ sộ với hàng trăm tác phẩm văn học được yêu thích, ở nhiều thể loại như tiểu thuyết, truyện ngắn, bút ký với đề tài đa dạng về miền núi, gia đình, thiếu nhi... Hơn 20 tiểu thuyết, gần 200 truyện ngắn, phần lớn lấy cảm hứng từ sử thi và thế sự đời tư, đề cập phần nhiều đến cuộc sống và con người vùng Tây Bắc. Tác phẩm mới nhất của ông vừa được xuất bản vào tháng 9 năm 2017, là tiểu thuyết Chim én liệng trời cao.
Tiểu thuyết Mùa lá rụng trong vườn của ông được chuyển thể thành phim truyền hình 13 tập Mùa lá rụng do Quốc Trọng đạo diễn, phát sóng năm 2001.
nhà văn Ma Văn Kháng . 
Ông đã giành được nhiều giải thưởng văn học: Giải thưởng Văn học Đông Nam Á (ASEAN) năm 1998; Giải thưởng Hội Văn học nghệ thuật các dân tộc thiểu số năm 2002 và 2003; Giải thưởng Hội Nhà văn Hà Nội năm 1986 và năm 2009; Giải thưởng Thành tựu văn học trọn đời của Hội Nhà văn Hà Nội năm 2023.
Năm 2001, ông được nhận Giải thưởng Nhà nước về Văn học Nghệ thuật với các tiểu thuyết: Mùa lá rụng trong vườn, Trăng soi sân nhỏ, Đồng bạc trắng hoa xòe.
Năm 2012, ông được nhận Giải thưởng Hồ Chí Minh về Văn học Nghệ thuật  với các tác phẩm: Truyện ngắn chọn lọc và các tiểu thuyết Mưa mùa hạ, Côi cút giữa cảnh đời, Gặp gỡ ở La Pan Tẩn.
Tại Hội nghị các nhà văn lão thành lần thứ nhất (2023) ông (cùng nhà thơ Nguyễn Khoa Điềm; nhà thơ Hữu Thỉnh) được Hội Nhà văn Việt Nam tôn vinh là các nhà văn có đóng góp quan trọng cho nền văn học cách mạng và thúc đẩy sự phát triển của Hội Nhà văn Việt Nam.

### Bút danh
Bút danh Ma Văn Kháng không phải là một cái tên ngẫu nhiên được chọn để nghe giống tiếng miền núi. Cái tên này được Ma Văn Kháng đặt theo ân tình với ông Ma Văn Nho, phó chủ tich huyện Bảo Thắng trên Tây Bắc, người đã lặn lội tìm thầy thuốc chữa khỏi bệnh cho nhà văn khi ông bị sốt rét ác tính và sau đó trở thành anh em kết nghĩa với ông. Điều thú vị là ông Ma Văn Nho là người Kinh, quê ở Yên Bái, chứ cũng không phải là người dân tộc thiểu số.

## Tác phẩm chính
- Phố cụt (truyện ngắn, báo Văn học, tháng 3 năm 1961)
- Xa Phủ (tập truyện ngắn, 1969)
- Người con trai họ Hạng (tập truyện ngắn, 1972)
- Đồng bạc trắng hoa xòe (tiểu thuyết, 1979)
- Mưa mùa hạ (tiểu thuyết, 1982)
- Vùng biên ải (tiểu thuyết, 1983)(phần tiếp theo Đồng bạc trắng hoa xòe )
- Võ sỹ lên đài (tiểu thuyết, 1983)
- Trăng non (tiểu thuyết, 1984)
- Phép lạ thường ngày
- Thầy Thế đi chợ bán trứng
- Mùa lá rụng trong vườn (tiểu thuyết, 1985)
- Thanh minh trời trong sáng
- Hoa gạo đỏ
- Ngày đẹp trời (truyện ngắn, 1986)
- Vệ sĩ của Quan Châu (truyện ngắn, 1988)
- Trái chín mùa thu (truyện ngắn, 1988)
- Côi cút giữa cảnh đời (tiểu thuyết, 1989)
- Đám cưới không có giấy giá thú (tiểu thuyết, 1989)
- Giữa dòng đời cuộn chảy (tiểu thuyết, 1991)
- Chó Bi, đời lưu lạc (tiểu thuyết, 1992)
- Giấy trắng (tiểu thuyết)
- Heo may gió lộng (truyện ngắn, 1992)
- Trăng soi sân nhỏ (truyện ngắn, 1994)
- Ngoại thành (truyện ngắn, 1996)
- Truyện ngắn Ma Văn Kháng (tuyển tập, 1996)
- Vòng quay cổ điển (truyện ngắn, 1997)
- Cỏ dại (tập truyện ngắn, 2005)
- Bà ngoại (tập truyện ngắn, 2005)
- Một mình một ngựa (tiểu thuyết, 2007)
- Ngược dòng lũ (tiểu thuyết)
- Năm tháng nhọc nhằn, năm tháng nhớ thương (hồi ký, 2009)
- Mùa thu đảo chiều (tập truyện ngắn, 2012)
- Những truyện hay viết cho thiếu nhi (tập truyện ngắn, Nhà xuất bản Kim Đồng, 2013)
- Chuyện của Lý (tiểu thuyết, 2014)
- Xa xôi thôn Ngựa Già (tập truyện vừa, 2014): bao gồm 6 truyện - Seo Ly, kẻ khuấy động tình trường; Thắp một tuần hương; Cố Vinh, người xứ lạ; Cánh bướm tím; Người khổ nhất trần gian; Xa xôi Thôn Ngựa Già.
- Người thợ mộc và tấm ván thiên (tiểu thuyết, 2015)
- Nỗi nhớ mưa phùn (tiểu thuyết, 2015)
- Gặp gỡ ở La Pan Tẩn (tiểu thuyết, 2017)
- Chim én liệng trời cao (tiểu thuyết, 2017)
- Mãi mãi một thời thiếu sinh quân (kí sự tiểu thuyết, 2019)

## Vinh danh
- Giải thưởng Hồ Chí Minh về Văn học Nghệ thuật năm 2012.
- Giải thưởng Nhà nước về Văn học Nghệ thuật năm 2001.

### Giải thưởng văn học
- Giải thưởng Văn học Đông Nam Á (ASEAN) năm 1998.
- Giải thưởng Hội Văn học nghệ thuật các dân tộc thiểu số năm 2002 và 2003.
- Giải thưởng Hội Nhà văn Hà Nội năm 1986 và năm 2009.
- Giải thưởng Thành tựu văn học trọn đời của Hội Nhà văn Hà Nội năm 2023.

## Gia đình
Ma Văn Kháng có người anh trai là Nhà giáo ưu tú, Phó giáo sư, Tiến sĩ Đinh Trọng Lạc, Trưởng khoa đầu tiên của Khoa Ngữ văn, trường Đại học Sư phạm Hà Nội 2.